# Alberto Lleras Camargo

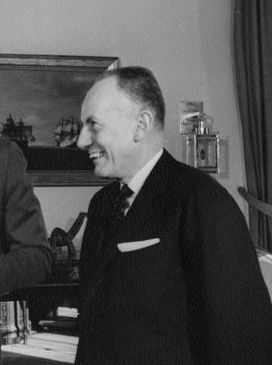
Alberto Lleras Camargo

Alberto Lleras Camargo (* 3. Juli 1906 in Bogotá; † 4. Januar 1990 ebenda) war ein kolumbianischer Politiker der Partido Liberal Colombiano  und zweimaliger Präsident Kolumbiens sowie Generalsekretär der Organisation Amerikanischer Staaten.

## Biografie
Alberto Lleras Camargo wurde in eine der einflussreichsten Familien Kolumbiens geboren. Nach seiner Schulzeit am Colegio Mayor de Nuestra Señora del Rosario, einer der renommiertesten Schulen seiner Heimatstadt, studierte er zunächst ab 1925 Jura, gab dieses Studium jedoch schon bald zugunsten einer Karriere als Journalist auf. Von 1926 bis 1929 lebte er als Redakteur der Zeitung La Nación in Buenos Aires. Nach seiner Rückkehr nach Bogotá 1929 wurde er Chefredakteur von El Tiempo. Gleichzeitig stieg in die Politik ein, trat der Partido Liberal bei, wurde 1930 deren Generalsekretär und bald zu einem ihrer führenden Politiker. 1931 wurde er ins Repräsentantenhaus (Cámara de Representantes) und sogleich zu dessen Sprecher gewählt (bis 1933).
Im Oktober 1935 ernannte ihn Präsident Alfonso López Pumarejo zum Innenminister in dessen Kabinett, dem er bis zum Ende von López Pumarejos Amtszeit 1938 angehörte. Zwischenzeitlich war er von Januar bis Februar 1937 Minister für Nationale Bildung. Nach einer kurzen Tätigkeit als Botschafter in den Vereinigten Staaten seit April 1943 berief ihn Präsident López Pomarejo noch im Oktober 1943 erneut zum Innenminister in die Regierung. Nach einer Regierungsumbildung wurde er schließlich im Februar 1945 Außenminister.
Nach dem Rücktritt López Pumarejos wurde er am 7. August 1945 als dessen Nachfolger amtierender Präsident Kolumbiens und bekleidete dieses Amt bis zum Ende der regulären Amtszeit am 7. August 1946. Zwischen April 1948 und August 1954 war er erster Generalsekretär der Organisation Amerikanischer Staaten (OAS).
1957 war er maßgeblich an der Gründung einer Koalition zwischen der Liberalen Partei und der konservativen Partido Conservador beteiligt, die einen langjährigen, zum Teil gewalttätigen Kampf beider Parteien beendete und sich insbesondere gegen den Diktator Gustavo Rojas Pinilla richtete. Dieses als Frente Nacional bekannte System führte letztlich dazu, dass die beiden Parteien zwischen 1958 und 1974 abwechselnd für jeweils vier Jahre den Präsidenten stellten.
Lleras Camargo war daraufhin zwischen dem 7. August 1958 und dem 7. August 1962 erster Präsident Kolumbiens aufgrund dieser Vereinbarung. Während seiner Präsidentschaft begann er mit der Gesetzgebung für eine Landreform und führte einen Zehnjahresplan für die soziale und wirtschaftliche Entwicklung des Landes ein. Zur Förderung der wirtschaftlichen Zusammenarbeit in der Region war er mit an der Gründung der Lateinamerikanischen Freihandelszone (ALALC) 1961 beteiligt, die den Abbau von Einfuhrzöllen vorsah.
1966 wurde Lleras Camargo in die American Academy of Arts and Sciences gewählt. Ihm zu Ehren wurde die 1989 fertiggestellte Alberto-Lleras-Talsperre benannt.
Lleras Camargo heiratete 1931 Berta Puga Martínez, eine Tochter des chilenischen Generals Arturo Puga, der im Juni 1932 einer in Chile kurzzeitig herrschenden Militärjunta vorstand. Carlos Lleras Restrepo, von 1966 bis 1970 Präsident Kolumbiens, war sein Cousin.